# Justin Watts
Justin Lee Watts (Durham, Carolina del Norte, 1 de julio de 1990) es un baloncestista estadounidense que pertenece a la plantilla del Donar Groningen de la FEB Eredivisie holandesa. Con 1,96 metros de estatura, juega en la posición de alero.

## Trayectoria deportiva
Jugó cuatro temporadas con los North Carolina Tar Heels y tras no ser elegido en el Draft de la NBA de 2012, se convertiría en un auténtico trotamundos del baloncesto mundial siendo su primera experiencia internacional en 2013 con Rockhampton Rockets con el que ganaría la NBL1 North, una liga semiprofesional australiana.
Más tarde, jugaría en países como México, Uruguay, Costa Rica, Japón, Holanda, Polonia, Catar, Lituania, Suiza y Filipinas.
Tras sus primeras experiencias en las filas del Mineros de Caborca, Takamatsu Five Arrows, Defensor Sporting Club y  Vaqueros de Agua Prieta, el 26 de octubre de 2016, Watts firmó con New Heroes Den Bosch de la Liga Holandesa de Baloncesto. Den Bosch terminó la temporada regular 2016-17 en el cuarto lugar con un récord de 14-14, y llegó a las semifinales, donde fueron derrotados 4-0 por el primer Donar Groningen. En 25 partidos para Den Bosch, Watts promedió 14.0 puntos, 4.0 rebotes, 2.0 asistencias y 1.2 robos por partido.
El 1 de agosto de 2017, Watts firmó con el equipo polaco del Czarni Słupsk y en el que jugó hasta el 10 de enero de 2018. En 13 partidos, promedió 15.8 puntos, 4.8 rebotes y 2.7 asistencias por partido.
En febrero de 2018, Watts se unió a Al Gharafa Doha de la Liga de Baloncesto de Catar.
En agosto de 2018, Watts firmó con Pieno žvaigždės de la Liga de Baloncesto de Lituania, en el que participó en 10 partidos, promedió 8.8 puntos, 3.6 rebotes y 3.0 asistencias por partido.
El 13 de noviembre de 2018, Watts firmó con el equipo suizo Fribourg Olympic Basket. Disputó nueve partidos de Basketball Champions League en los que  promedió 6.6 puntos, 1.7 rebotes, 1.7 asistencias por partido y promedió 13.8 puntos, 4.0 rebotes, 3.5 asistencias y 1.3 robos en la liga doméstica.
El 25 de febrero de 2019, Watts firmó con Wilki Morskie Szczecin de la Liga Polaca de Baloncesto, en el que disputó 14 partidos promediando 9.9 puntos, 3.1 rebotes, 1.8 asistencias y 1.3 robos por partido.
El 10 de septiembre de 2019, Watts firmó con los Ases de Alaska de la PBA filipina en el que solo jugó dos partidos debido a una lesión.
El 17 de diciembre de 2019, Watts firmó con MKS Dąbrowa Górnicza, regresando por tercera vez a la PLK polaca.
En julio de 2020, firma con el Donar Groningen de la FEB Eredivisie holandesa.